# Hospital de Herlev
El Hospital de Herlev (también conocido por su nombre en inglés Herlev Hospital y llamado anteriormente en danés Amtssygehuset i Herlev) es un hospital cerca de Copenhague en Dinamarca. Con 28 pisos y 120 metros fue el edificio más alto de Dinamarca hasta 2012.

## Características
El edificio es de estilo brutalista. Fue diseñado por Gehrdt Bornebusch en colaboración con Max Brüel y Jørgen Selchau. Sven Hansen fue el arquitecto paisajista, mientras que la decoración artística fue realizada por Poul Gernes.
Su construcción comenzó en 1965 y terminó en 1976. Fue el edificio más alto de Escandinavia desde ese año hasta 1983, cuando fue superado por la Kista Science Tower de Estocolmo. Tiene 1.616 camas (2010) y emplea a unas 4.000 personas. Atiende a unos 82.000 pacientes anualmente.
Es un hospital docente para estudiantes de medicina de la Universidad de Copenhague.
El antiguo nombre Amtssygehuset i Herlev se cambió en la Reforma municipal danesa del 1 de enero de 2007.